# Vilosnes-Haraumont
Vilosnes-Haraumont – miejscowość i gmina we Francji, w regionie Grand Est, w departamencie Moza.
Według danych na rok 1990 gminę zamieszkiwało 231 osób, a gęstość zaludnienia wynosiła 15 osób/km² (wśród 2335 gmin Lotaryngii Vilosnes-Haraumont plasuje się na 814. miejscu pod względem liczby ludności, natomiast pod względem powierzchni na miejscu 326.).